# Ботанический сад им. Б. А. Келлера
Ботани́ческий сад имени Б. А. Келлера — ботанический сад России с экспозицией различных растений. Расположен в северной части города Воронежа на улице Тимирязева. Объект историко-культурного и природного наследия — памятник природы. Структурное подразделение Воронежского государственного аграрного университета
В саду представлено более 200 видов кустарников, деревьев и декоративных многолетников, в том числе до 180 видов созданных методами селекции. 

## История и работа сада
Ботанический сад был создан в 1916 году, его площадь составляла всего 0,25 гектар. В 1918 году русским биологом Борисом Келлером было предложено переименовать сад в Ботаническую станцию, так как уровень экспериментальных работ не имел отношение к понятию «Сад».
В 1929 году территория станции занимала площадь в 2,5 гектара. В 1931 году этому памятнику природы присвоено имя профессора Бориса Келлера. Из-за военных операций проводимых на территории Воронежа и Воронежской области в годы Великой Отечественной войны, в 1942 году все исследования были прерваны, но уже в 1944 были направлены необходимые силы и средства на проведение восстановительных работ и вновь работа закипела, стали проводиться опыты с далматской ромашкой, белладонной и дигиталисом.
С 1954 года и по настоящее время эта опытная станция именуется как Ботанический сад и с 1991 года является структурным подразделением Воронежского аграрного университета. Курирует ботанический объект проректор по научной работе. Ботанический сад использует материально-техническую, производственную, информационную базу и учебные лаборатории университета.

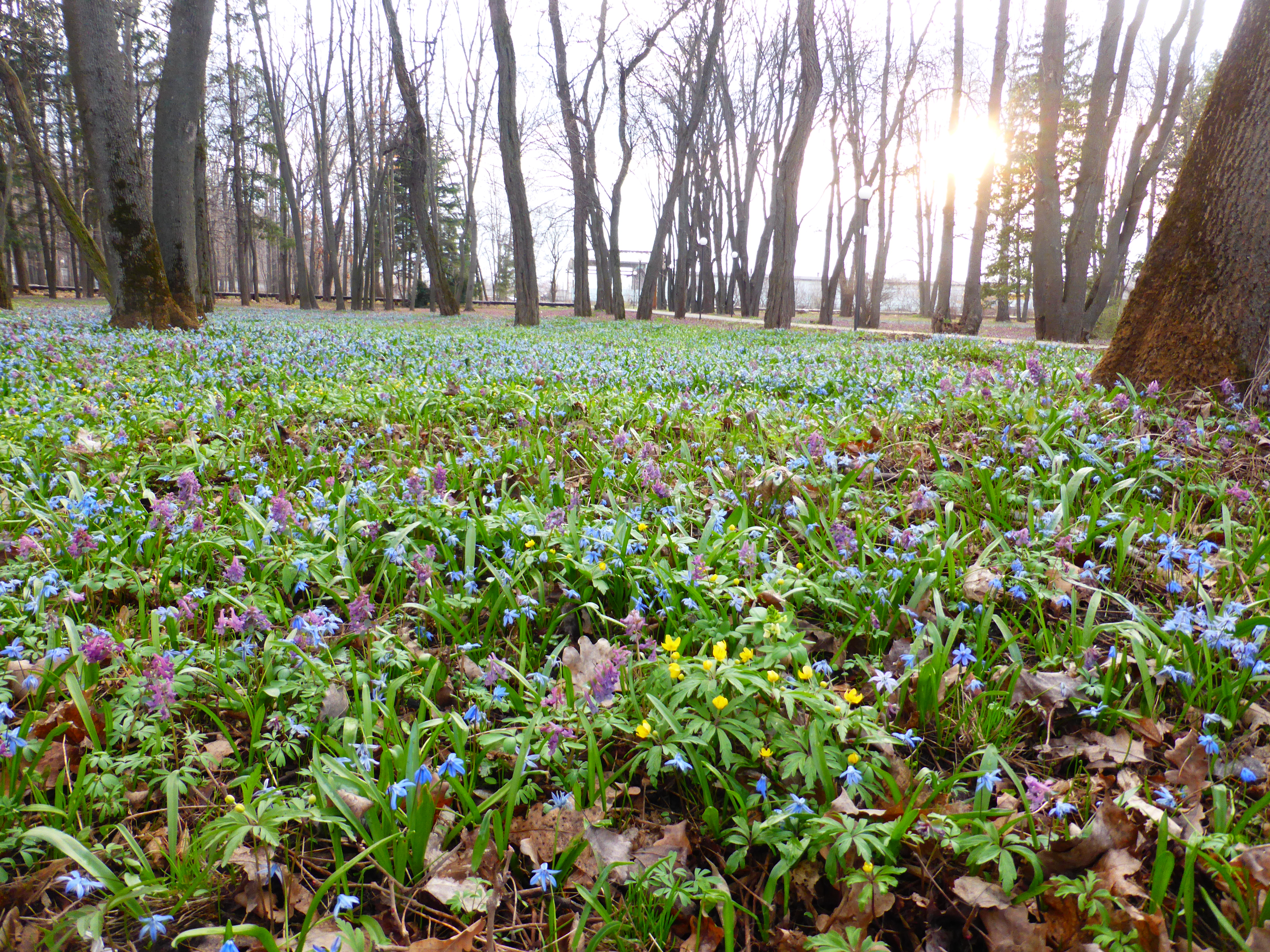
Поляна

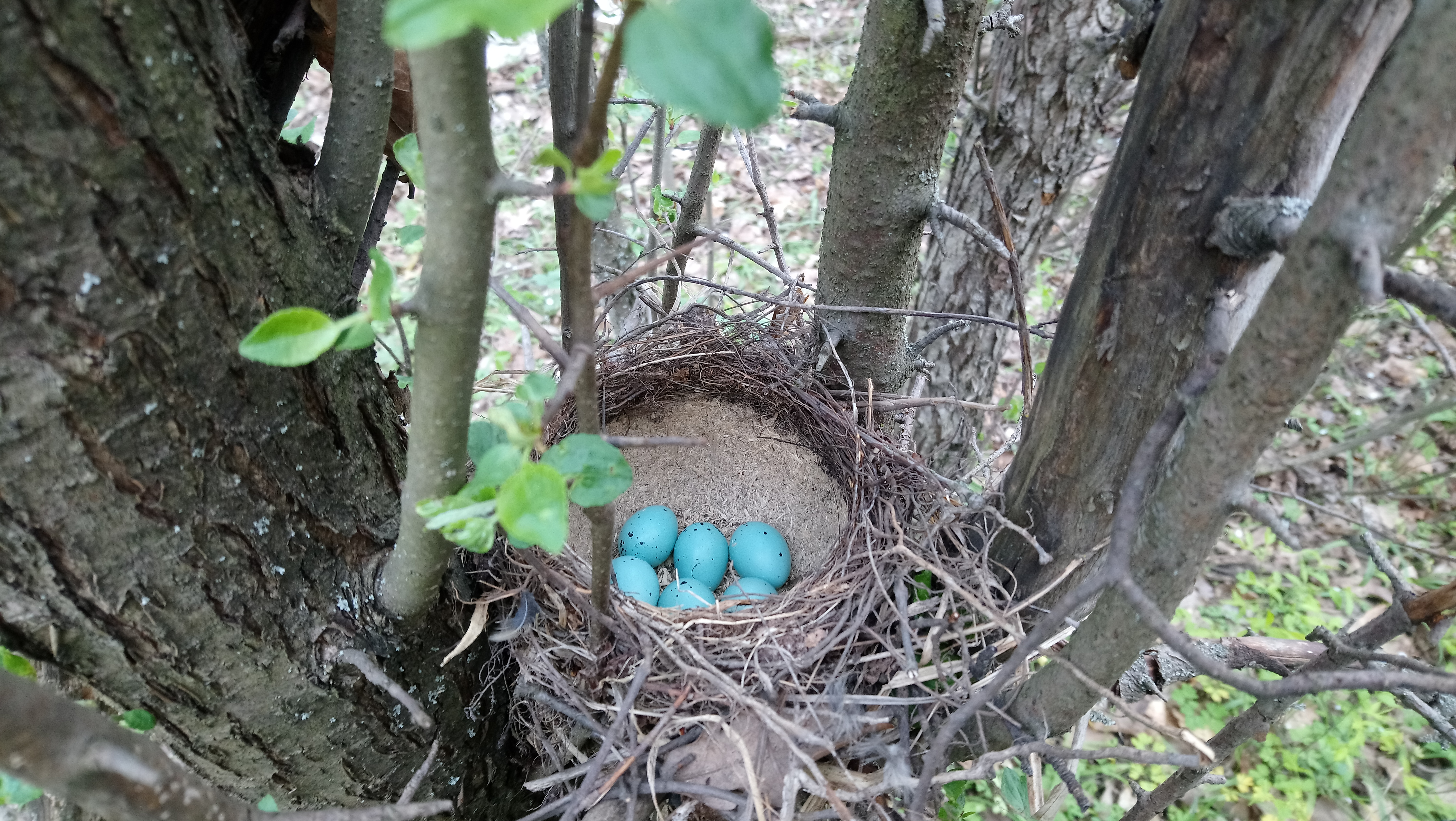
Гнездо птиц

Основными задачами этого структурного объекта университета являются:
• охрана и сохранение генофонда растений, акклиматизации и интродукции растений;
• сохранение и создание в искусственных условиях коллекций живых растений, в том числе редких и исчезающих видов,, имеющих огромное научное, хозяйственное, культурное и учебное значение;
• проведение научно-исследовательской, учебной и просветительской работы по направлению ботаника, экология, и охрана природы, растениеводство и селекция, плодоводство и овощеводство, декоративное садоводство и ландшафтный дизайн и архитектура.
На площадках ботанического сада свою научно-исследовательскую деятельность проводят следующие кафедры:
- Кафедра земледелия и агроэкологии
- Кафедра биологии и защиты растений.
- Кафедра плодоводства и овощеводства.

Сама территория сада закрыта для посещений, однако в рабочие дни работники дают возможность некоторым любителям флоры осмотреть главную достопримечательность – уникальное дерево гинкго двулопастный, ровесницу динозавров.
В ботаническом саду представлено более 250 видов кустарников, деревьев и декоративных многолетников. Многие из них результат работы селекционеров. Самыми примечательными и интересными являются: гибридные дубы Тимирязева и Мичурина. Здесь также размещены коллекции лекарственных растений. Есть тепличное хозяйство.

## Охрана объекта
Охрана объекта осуществляется федеральным государственным бюджетным образовательным учреждением высшего образования "Воронежский государственный аграрный университет".